# 籠坊温泉
籠坊温泉（篭坊温泉、かごぼうおんせん、かごのぼうおんせん）は、兵庫県丹波篠山市（丹波国）にある温泉。

## 泉質
- 含炭酸食塩泉
  - 源泉温度9〜12℃という冷鉱泉であり、加熱している。
  - 旅館としては湯の壷、浪花館の2件が営業している。他に旧籠の坊バス停付近に野湯浴槽が存在している。[1]

## 温泉街
武庫川上流の支流、羽束川源流付近にある。県立猪名川渓谷自然公園の山峡にひっそりと湧く温泉地。平家の落人が隠棲したともいわれ、かつては7軒の温泉旅館や民宿が存在したが、2022年現在では2軒の旅館が営業を続けている。周囲は暗く、星が良く見える環境なので、流星を見る穴場スポットでもある。

## 歴史
「多紀郡誌」（1918年）に記載があり、平氏の残兵が温泉を得て疾病を治したという。
後川（しつかわ）新田という地名になっているが、昔は塩ヶ崎と呼ばれていたため、塩ヶ崎温泉とも呼ばれていた。
篠山観光案内所の1988年のパンフレットによると、元禄時代には旅宿があったとされ、明治時代には3軒の旅館があり丹波杜氏らが湯治のために訪れたという。
1920年（大正9年）から1966年（昭和41年）には三ツ矢サイダーの工場も存在し、当地には記念碑が残っている。

## アクセス
鉄道・バス
- 福知山線（JR宝塚線）篠山口駅または能勢電鉄日生中央駅からタクシー。いずれも約30分。
  - かつてはJR福知山線三田駅から神姫バスに乗車の上、小柿で神姫グリーンバス籠の坊行きに乗り換えることで訪れることができたが、2018年3月限りで廃止された[4]。同区間は地域住民のみが利用できる市町村運営有償運送「おうたん号」（火・木・金曜日にデマンド制にて1往復運行）に転換されたため利用できない。
  - 1962年から1974年までは阪急バスが池田や川西能勢口から直通していたが利用低迷により廃止されている。

道路
- 兵庫県道309号福住三田線
- 兵庫県道538号籠坊温泉線